# الخلاف حول الملغم السني

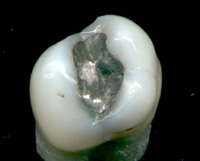
ضاحك به حشوة ملغمية.

توضح المناقشة حول خلاف استعمال الملغم السني، إذا ما كان يجب استخدام هذه الحشوة الملغمية (سبيكة الزئبق في حشوات الأسنان). يدعي المؤيدون أنها حشوة آمنة وفعالة وطويلة الأمد، بينما يزعم النقاد أن العديد من الادعاءات قد قُدمت منذ أربعينيات القرن الماضي، مؤكدة عدم أمان الملغم، نظرا لإمكانيته في التسبب في التسمم بالزئبق أو مواد سامة أخرى.
يشير مؤيدوا حشوات الملغم، إلى أنها حشوة آمنة ودائمة وغير مكلفة نسبيًا وسهلة الاستخدام. في المتوسط، يدوم الملغم ضعف الفترة التي تدومها الحشوة الضوئية (حشوة الكومبوزيت)، ويستغرق وقتًا أقل لتركيبه، ويتحمل اللعاب أو التلوث بالدم أثناء الحشو (على عكس الحشوات المركبة)، وغالبًا ما يكون سعره أقل بنسبة تتراوح بين 20 إلى 30%. وقد أشارت تقارير المستهلك، إلى أن العديد من الذين يدعون لعدم استخدام الملغم كونه مادة غير آمنة، هم في الأساس من يبحثون على أمراض كاذبة، ويستخدمون العلم الزائف للتخويف، ليتوجه المرضى لخيارات علاجية أكثر ربحًا. يشير معارضوا استخدام الملغم، إلى تحسن قوة وصلابة المركبات الحديثة.
بالإضافة إلى ادعاءاتهم فيما يتعلق بالمشاكل الصحية والأخلاقية المحتملة، يزعم معارضوا حشوات الملغم السني، مساهمة هذه الحشوات في تلوث البيئة بالزئبق. تشير منظمة الصحة العالمية إلى تمثيل مرافق الرعاية الصحية، بما في ذلك مكاتب طب الأسنان، ما يصل إلى 5% من إجمالي انبعاثات الزئبق في مياه الصرف الصحي. وتشير منظمة الصحة العالمية إلى أن فواصل الملغم السني، المثبتة في خطوط مياه الصرف الصحي في العديد من مكاتب طب الأسنان، تقلل بشكل كبير من إمكانية  إطلاق الزئبق في شبكة المجاري العامة. يُحظر على معظم ممارسي طب الأسنان في الولايات المتحدة، التخلص من نفايات الملغم في البالوعة.
يشير النقاد أيضًا إلى أن حرق حشو الأسنان هو مصدر إضافي لتلوث الهواء، إذ يساهم بحوالي 1٪ من إجمالي الانبعاثات العالمية. توصي منظمة الصحة العالمية في تقريرها لعام 2009 حول «الاستخدام المستقبلي لمواد ترميم وحشو الأسنان»، بالتخلص التدريجي من الزئبق السني، سعيًا إلى التخفيض العام في استخدام الزئبق في جميع القطاعات، وخاصة تقليل الآثار السلبية لمنتجاته على البيئية. أكد موقع الاتحاد العالمي لطب الأسنان بالإضافة إلى العديد من جمعيات طب الأسنان ووكالات الصحة العامة للأسنان في جميع أنحاء العالم أمان وفاعلية الحشوات الملغمية. وأعلنت العديد من المنظمات الأخرى علنًا عن سلامة وفعالية الملغم. وتشمل هذه المنظمات، مايو كلينيك، إدارة الغذاء والدواء الأمريكية، وزارة الصحة الكندية، جمعية الألزهايمر، الأكاديمية الأمريكية لطب الأطفال، جمعية التوحد الأمريكية، الوكالة الأمريكية لحماية البيئة، الجمعية الوطنية لمرض التصلب العصبي المتعدد، مجلة نيو إنجلند الطبية، المجلة الدولية طب الأسنان، المجلس الوطني لمناهضة الاحتيال في مجال الصحة، المعهد الوطني لبحوث طب الأسنان للجمجمة والوجه، جمعية السرطان الأمريكية، مؤسسة لوبوس الأمريكية، الاتحاد العالمي لجمعيات مراكز السموميات السريرية ومراكز مكافحة السموم، مجلة «بريفنشن» الصحية وويبمد.

## التاريخ
للملغم السني تاريخ طويل وتأثير عالمي. قُدم لأول مرة في علم الأدوية الصيني، لسونغ كونغ في عام 659 ميلادي خلال عهد أسرة تانغ. في أوروبا وفي وقت مبكر من عام 1582، أوصى يوهانس ستوكيروس، وهو طبيب محلي في مدينة أولم بألمانيا، بالملغم ليكون مادة حشو ممتازة. وأضاف الطبيب الباريسي لويس نيكولاس ريجنارت في عام 1818، عُشر وزن الزئبق إلى المعادن القابلة للانصهار المستخدمة لتكوين حشوات الأسنان، وذلك بصنع سبيكة معدنية لينة مؤقتة. وهكذا، اختُرع الملغم (سبيكة من الزئبق مع معدن أو معادن أخرى، يعود أصل التسمية إلى مصدر فرنسي). حُسن هذا الأمر بشكل أكبر في عام 1826، عندما استخدم أوغست تافو في باريس، عجينة فضية مصنوعة من مزج العملات المعدنية بالقصدير الفرنسي بالزئبق، مما أتاح للمادة مزيدًا من الليونة ووقت إعداد أقل. كانت الأسنان المُصابة بالتسوس في أوروبا قبل عام 1818، تُقلع أو تُحشى بالمعادن المذابة، والتي عادة ما تكون مواد ذهبية أو فضية (والتي غالبًا ما تؤدي إلى موت نسيج لب السن بسبب الصدمة الحرارية).

### عائلة كروكورس و«حرب الملغم»
كانت كروكورس أسرة مكونة من خمسة أطباء أسنان بولنديين، اكتسبوا «معرفة سطحية» بطب الأسنان في فرنسا قبل الانتقال إلى إنجلترا في ثمانينيات القرن السابع عشر. أعلنوا على نطاق واسع مدى مهارتهم، وادعوا أنهم أطباء أسنان وجراحون لملوك أوروبا. غزى عضوان من عائلة كروكور في عام 1833، الولايات المتحدة الأمريكية النامية، باستخدام مزيج من الملغم والفضة المعدنية الرخيصة، وأطلقوا عليه اسم «المعدن الملكي البديل». فتح الأخوان في مدينة نيويورك «عيادات» أنيقة للأسنان، وتنافسا مع أشهر الأطباء لمعالجة  أسنان السكان الأثرياء وذوي النفوذ في المدينة. كان المرضى يستلقون على كراسي مريحة عند تلقيهم العلاج، وخلافا لأطباء الأسنان الآخرين، لم يكن علاجهم مؤلمًا لأنهم لم يزيلوا أي تسوس للأسنان، بل خلطوا خليطًا ناعمًا من مادة الملغم غير النقية ووضعها في التجاويف.
مع ازدهار أعمال عائلة كروكورس، خسر أطباء الأسنان الجيدون، الذين كانوا ما زالوا يعملون باستعمال الذهب والقصدير، الكثير من المرضى. في وقت لاحق، عندما بدأت حشوات الأخوة تتساقط، وتغير لون الأسنان، وتتسبب في كسرها أيضًا بسبب تمدد الملغم الرخيص، أدرك الجميع أنهم قد خُدعوا. وبسبب ذلك، عاد الأخوان إلى أوروبا في عام 1834، تاركين «مجموعة كبيرة من المرضى والضحايا وأطباء الأسنان الغاضبين». وكان هذا من أكثر الأسباب التي جعلت للملغم سمعة سيئة، على الرغم من أنه فعليًا مادة آمنة وفعالة،  إذا استُخدم بشكل صحيح. بسبب اندلاع ما يسمى بـ«حرب الملغم» في الفترة ما بين 1840 و1855، فقد فُضت صداقات كثيرة وهُدد البعض بالانقطاع عن مهنتهم. عينت الجمعية الأمريكية لجراحي الأسنان في عام 1841، والتي تأسست في العام السابق لتكون أول  مجتمع طب أسنان وطني في الولايات المتحدة، لجنة لدراسة مشكلة الملغم.
أبلغت اللجنة أن جميع مواد الحشو التي كان الزئبق مكونًا فيها، «هي مواد مؤذية لكل من الأسنان وجميع أجزاء الفم، ولم يُعثر على أي سن يمكن التخلص على التسوس منه، ولكي يكون السن صالحًا، فيجب حشوه، ولكن لا يمكن استخدام الذهب لهذا الغرض». بعد ذلك بعامين، دون أي اختبار علمي للملغم الفضي، نتج عن تقريرهم المهين بيان شامل للمجتمع، يذكر أن استخدام الملغم هو خطأ متعمد من قبل الطبيب. من ناحية أخرى، اعتقد الدكتور كريستوفر إس. بروستر الباريسي، أن إدانة استخدام الملغم في جميع الحالات لمجرد استخدامه من قبل بعض «الدجالين غير المبدئيين» هو قرار غير حكيم. لقد شعر أنه «بالإمكان تحقيق الكثير من المنفعة عند الاستخدام الحكيم لهذه التركيبة».  صرح الدكتور بارملي في عام 1844، أحد الأعضاء المؤسسين للجمعية الأمريكية لجراحي الأسنان، أن «الذهب هو المادة الوحيدة المعروفة التي يمكن الاعتماد عليها بشكل دائم»، وأوصى الدكتور تاونسند، «قلع الأسنان التي يمكن لا يمكن معالجتها بالذهب». حُذر أعضاء الجمعية في عام 1844، بطردهم من العضوية إذا لم يوقعوا تعهدًا بعدم استخدام الملغم من الآن فصاعدًا. استقال العديد من الأعضاء بعد هذا التحذير، وبحلول عام 1847 بقي خمسة فقط من أصل 200 طبيب أسنان في جمعية  نيويورك.